# Juan Mazar Barnett
Juan Mazar Barnett (marzo de 1975 - 20 de noviembre de 2012) fue un ornitólogo argentino que se destacó en el estudio de aves neotropicales de su país, Brasil, Bolivia, Paraguay y Chile.

## Biografía
El interés de Juan Mazar Barnett, o simplemente Juancito, por las aves, despertó ya a los nueve años de edad y a los doce años ganó fama rápidamente entre los socios de la Asociación Ornitológica del Plata (hoy Aves Argentinas) como el niño prodigio que conocía el nombre científico de todos los pájaros; entonces supo esperar por la publicación de la Guía para la identificación de aves de Argentina y Uruguay de Narosky e Yzurieta, y en pocos días ya había memorizado cada detalle de las casi mil especies que habitan la región.
Si durante su infancia era visto de forma unánime como niño prodigio, durante su adolescencia se estableció como quizá el más completo ornitólogo de campo de su generación. Veteranos miembros de la Asociación Ornitológica del Plata venían a él con notas y descripciones de campo que el talento de Juan rápidamente desafiaba, transformándolas en una probable identificación.
Aprovechó como pocos sus primeros años de vida ornitológica, visitando cada rincón de Argentina en busca de las maravillosas especies que conocía por los libros, todo comenzando con un campamento en el Parque Nacional Lanín en 1985. Todos los detalles y observaciones de su inigualable experiencia de campo permanecen descritos en más de 20 sobrios cuadernos negros, con bellos dibujos y cuidadosas notas sobre lugares, nidos e inéditos comportamientos de cortejo de las tantas aves que acompañaron sus viajes.
Con el pasar de los años, su curiosidad lo llevó a devorar la literatura científica disponible, desarrollando una mente científica y un pensamiento crítico que no lo abandonarían jamás. Sus principales intereses ornitológicos estarían en las áreas de la biogeografía, la evolución y la conservación.
Sus viajes, cada vez más largos, comenzaron a extenderse a otros países, como Brasil, Paraguay y Bolivia, y le rindieron sus primeros artículos científicos. En 2001, junto a Mark Pearman, publica la Lista comentada de las aves argentinas, Lynx Editions, Barcelona, que desde entonces funcionó como la lista oficial de aves del país.
Después de conocer toda la Argentina, entre 1995 y 1998 realiza varias viajes a Paraguay, las cuales resultaron en numerosas publicaciones; entre 1999 y 2000 fue la vez de Bolivia. Brasil lo cautivó profundamente y rápidamente supo reconocer como pocos, las aves de los diversos ambientes, como el cerrado, la caatinga, la Mata Atlántica el Pantanal y hasta la Amazonia, regiones que visitó en diversas oportunidades y sobre las cuales publicó diversos artículos. Participó del comité editorial de las guías de aves de Brasil, de la Wildlife Conservation Society.
Uno de sus mayores intereses radicó en encontrar especies raras y perdidas para la ciencia, como la diadema (Catamblyrhynchus diadema), el atajacaminos lira (Uropsalis lyra) y otras tantas especies poco conocidas del Noroeste argentino y aves consideradas extintas como la gallineta chica (Rallus antarcticus) encontrada en los bañados de Santa Cruz y Chile, la población del atajacaminos ala blanca (Caprimulgus candicans), escondida durante siglos en el cerrado paraguayo y el redescubrimiento de la esquiva maria-catarinense (Hemitriccus kaempferi) en el sur de Brasil.
A pesar de su capacidad científica poco común, nunca lo atrajo la idea de pasar años cursando un demandante curso de Biología, hasta que amigos como Guy Kirwan y James Lowen le mostraron el camino. En 1999 viajó a Norwich, Inglaterra, donde obtuvo el grado de Bachiller en Ciencias de la Universidad de East Anglia, donde se recibió en Ecología y Biología en 2001, con su trabajo Taxonomía y biogeografía de las especies sudamericanas del género Picoides. Durante su estadía en Europa, trabajó en el Programa de Especies Amenazadas del Mundo de Birdlife International en Cambridge y fue miembro del cuerpo editorial de la revista Cotinga, publicada por el Neotropical Bird Club.
A su regreso de Inglaterra, dedicó todo su tiempo a guiar observadores de aves por las Américas, mediante la fundación, con amigos, de la Seriema Nature Tours y en proyectos de conservación, tanto en Argentina como en Brasil, especialmente junto a la Sociedade para a Conservação das Aves do Brasil. Entre 1999 y 2003 realizó varios viajes al noreste de Brasil, investigando la tragedia ambiental de la destrucción casi total de los bosques atlánticos de Pernambuco y Alagoas. En esta región, Juan, junto a Dante Buzzetti, realizó algunos de sus mayores descubrimientos ornitológicos, incluyendo tres posibles nuevas especies de aves para la ciencia.
A partir de 2004, sus salidas ornitológicas se vieron perjudicadas por razones de salud. Sin embargo los últimos años de su vida fueron intelectualmente intensos.

## Publicaciones
Juan Mazar Barnett fue autor o coautor de 51 artículos, 12 revisiones de libros, dos audioguías, un libro y un guía de identificación de aves. La mayoría de su investigación fue realizada en Brasil (23 publicaciones), Argentina (19) y Paraguay (10). Esas investigaciones fueron conducidas en regiones como Mata Atlántica (13 publicaciones), Andes y cerrado (7 cada una), caatinga (6), Patagonia y Yungas (5 cada una). Los tópicos preferidos fueron: i) biogeografía y distribución aviaria (17 publicaciones); ii) biología reproductiva e historia natural (9); iii) nuevos registros nacionales para Argentina, Brasil, o Paraguay (8); iv) taxonomía, incluyendo la descripción de especies nuevas para la ciencia (7); v) conservación (5), y vi) redescubrimientos de especies que se pensaban extintas o perdidas para la ciencia (4). Desde su fallecimiento, en 2012, ha sido el coautor de 7 publicaciones (5 de ellas como primer autor). La lista completa de trabajos, en orden cronológico, puede ser encontrada en Naka, L.N. 2014. The legacy of Juan Mazar Barnett (1975–2012) to Neotropical ornithology.

## Honores
En 1996, la Asociación Ornitológica del Plata le concedió el Mérito Ornitológico Juvenil.
En su homenaje, han sido creados dos premios a la investigación ornitológica:
- “Conservar la Argentina: Juan Mazar Barnett” implementado a través de Aves Argentinas;
- “Juan Mazar Barnett Conservation Award” establecido por el Neotropical Bird Club.

### Eponimia
Juan Mazar Barnett es homenajeado en el nombre científico del género de aves Mazaria y de la nueva especie Cichlocolaptes mazarbarnetti Mazar Barnett (post-mortem) & Buzzetti, 2014.

## Abreviatura (zoología)
La abreviatura Mazar Barnett  se emplea para indicar a Juan Mazar Barnett como autoridad en la descripción y taxonomía en zoología.